# Sean Lennon

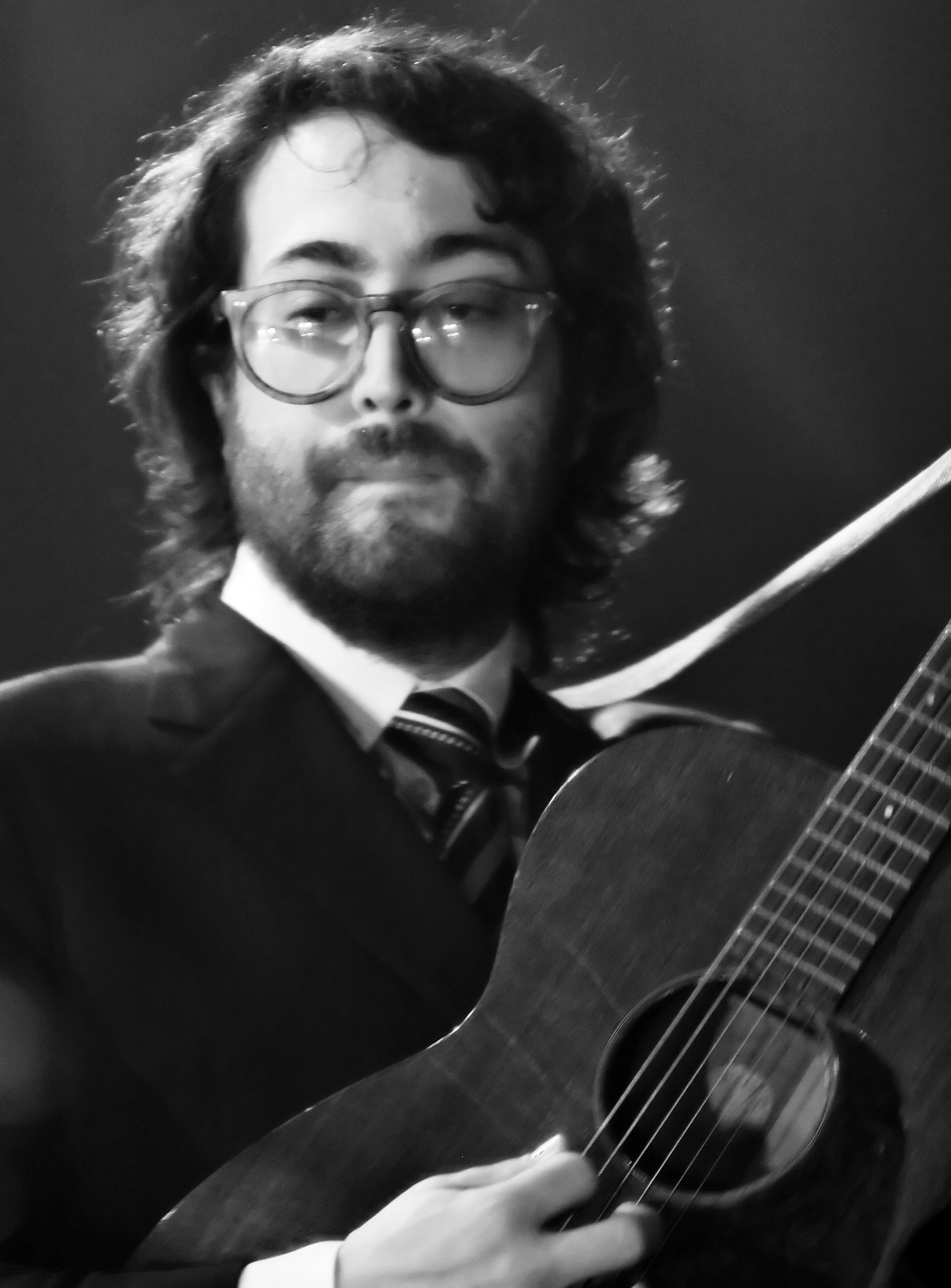
Sean podczas koncertu w Nicei (2007)

Sean Taro Ono Lennon (ur. 9 października 1975 w Nowym Jorku) – brytyjsko-japoński muzyk, pisarz, autor piosenek oraz aktor.
Jest synem brytyjskiego muzyka Johna Lennona i japońskiej artystki awangardowej Yoko Ono, oraz przyrodnim bratem Juliana Lennona (syna Johna z pierwszego małżeństwa) i Kyoko Chan Cox (córki Yoko z drugiego małżeństwa).

## Życiorys

### Dorastanie i edukacja
Sean urodził się w Nowym Jorku, w dniu 35. urodzin swego ojca. Jego narodziny spowodowały odejście Johna ze świata muzyki i show-biznesu.
Jego ojciec nagrał dla niego piosenkę zatytułowaną Beautiful Boy (Darling Boy), która jakoby opisuje moment przed położeniem chłopca do łóżka. Przy końcu utworu słychać jak Lennon mówi: „Good night, Sean. See you in the morning”.
Uczęszczał do ekskluzywnych, elitarnych i prywatnych szkół (Institut Le Rosey w Szwajcarii, Ethical Culture School oraz Dalton School w Nowym Jorku). Pierwszy raz na scenie pojawił się jako sześciolatek, kiedy to na płycie Yoko Ono – Season of Glass – recytował opowieść, której nauczył go ojciec. Trzy lata później zaśpiewał pierwszą piosenkę „It’s Alright”, która pojawiła się na albumie jego matki, wydanym z okazji jej 50. urodzin. Później, w roku 1991, pojawił się na albumie Lenny’ego Kravitza „Mama Said”. W 1995 roku wziął udział w tworzeniu awangardowego albumu Yoko, pt. „Rising”.

### Twórczość solowa i Cibo Matto
W 1997 roku dołączył do stworzonego w Nowym Jorku japońskiego duetu Cibo Matto (Miho Hatori i Yuka Honda) Jordan Galland, z którym wspólnie nagrał minialbum „Super Relax”. Rok później wydał swój debiutancki solowy album Into the Sun, który zebrał dość pochlebne opinie w środowisku krytyków muzycznych. Płyta ta została stworzona przy współpracy z Yuką Honda, która była w tym czasie partnerką Seana. Rok później wydano minialbum Seana Half Horse, Half Musician, który zawierał kilka nowych piosenek, ale także remiksy tych wydanych na Into the Sun. Jeszcze tego samego roku Cibo Mato wydało swój drugi album – „Stereo Type A”. W roku 2001 Sean wystąpił wraz z Rufusem Wainwrightem i Mobym na koncercie Come Together: A Night for John Lennon’s Words and Music, gdzie zagrał piosenki „This Boy” i „Across the Universe”. Potem, aż do końca 2005 roku, usunął się w cień.

### Współczesność
W lutym 2006 roku na profilu Seana w serwisie MySpace pojawił się utwór „Dead Meat” zwiastujący wydanie nowego albumu Friendly Fire. Wiosną tego samego roku w sieci opublikowano zwiastun wersji CD/DVD płyty, który zawierał sceny wycięte z filmowej wersji albumu. Friendly Fire wydano 3 października 2006 roku. Od tamtego czasu Sean pojawiał się kilka razy w programach telewizyjnych, wykonując swój singel Dead Meat. Pracował także, wraz z gitarzystą The Strokes, Albertem Hammondem, nad jego solowym albumem „Yours to Keep”, który został wydany 9 października 2006.
W 2008 roku pojawił się gościnnie na albumie Easy Come Easy Go Marianne Faithfull.

## Dyskografia

### Albumy
- Into the Sun (1998)
- Friendly Fire (2006)

### Minialbumy
- Half Horse, Half Musician (1999)

### Single
- „Home” (1998)
- „Queue (Radio Mix)” (1999)
- „Dead Meat” (2006)
- „Friendly Fire” (2006)

### Udział gościnny
- Soulfly – Primitive (2000), śpiew i produkcja w utworze „Son Song”
- Marianne Faithfull – Easy Come Easy Go (2008), śpiew w utworze „Salvation” (cover Black Rebel Motorcycle Club)
- Lana Del Rey – Tomorrow Never Came (2017)

### Producent
- Sean Lennon, Half Horse, Half Musician (1999)
- Valentine Original Soundtrack (2001)
- Esthero, Wikked Lil’ Grrrls (2005)
- Sean Lennon, Friendly Fire (2006)
- Irina Lazareanu, Some Place Along the Way (2007)

## Filmografia
- Moonwalker (1988)
- Friendly Fire (2006)
- Coin Locker Babies (2008?)

## Opracowanie graficzne albumów
- Yoko Ono, New York Rock (1995)
- Sean Lennon, Into the Sun (1998)
- Sean Lennon, Half Horse, Half Musician (1999)
- Os Mutantes, Tecnicolor (2000)
- Sean Lennon, Friendly Fire (2006)